# Aggie Mack
Aggie Mack est un comic strip américain créé en 1946 par le dessinateur Hal Rasmusson. Distribué aux États-Unis jusqu'en 1972, il a été traduit et publié sous forme de bande dessinée en France, où il a connu un certain succès.

## Historique

### États-Unis
Le comic strip Aggie Mack est créé par le dessinateur Hal Rasmusson en 1946. Après des études à la Minneapolis Art School, il a commencé sa carrière comme dessinateur de mode, avant de s'installer à New York. Aggie Mack est édité par le Chicago Tribune Syndicate entre le 2 septembre 1946 et le 9 janvier 1972, dans le Chicago Tribune. Il raconte la vie d'une adolescente américaine, Aggie Mack, de sa famille et de ses amis.
Aggie (diminutif de Agnès), qui a perdu sa mère très jeune, vit avec son père le commandant Mack, sa belle-mère Irma et sa demi-sœur Mona. Durant les longues absences de son père, Aggie devient le souffre-douleur de Mona et fait un peu figure de Cendrillon moderne. Elle trouve du réconfort auprès de ses amis du collège et de Whiskers, un chien errant qu'elle a adopté.
Entre janvier 1948 et août 1949, les aventures d'Aggie sont publiées sous la forme de huit comic books, par Superior Comics. En 1962, une dernière adaptation paraît dans un numéro des Four Color de Dell Comics.
Le 8 janvier 1962, peu avant la mort de Rasmusson, le dessinateur Roy L. Fox lui succède, : il transforme la série qui met désormais en scène Aggie et ses amis dans une succession de gags, dans un style plus aéré et clair. En 1966, le titre est raccourci et devient simplement Aggie. Le comic cesse de paraître six ans plus tard, en 1972.

### Québec
Le comic strip paraît en français sous différents titres : Zizi Lamour dans La Patrie du dimanche (6 planches entre le 11 septembre 1960 et le 13 novembre 1960) ; Brigitte dans Le Nouveau Journal (41 planches entre le 9 septembre 1961 et le 16 juin 1962) ; Aggie dans Safari Montréal-Matin (29 planches entre le 23 mai 1971 et le 5 décembre 1971[réf. nécessaire].

### France
En France, la bande dessinée paraît pour la première fois en mars 1947 dans le magazine Fillette et rencontre très vite le succès. Elle devient, avec les aventures de Lili, une des séries phares du Fillette d'après-guerre. Dès 1948, les aventures d'Aggie sont publiées sous forme d'albums (édités par la Société parisienne d'édition), constitués d'une succession de petites histoires sans forcément de rapport les unes avec les autres.
Les 14 premiers albums sont des adaptations en français des comic strips de Hal Rasmusson. Les neuf premiers albums sont très sombres, parfois misérabilistes, mais à partir du dixième, le père d'Aggie cesse de naviguer et sa présence à la maison allège considérablement l'ambiance. Mona disparaît presque totalement et le personnage d'Aggie devient celui d'une jeune Américaine d'après-guerre, insouciante et espiègle. Montrée dans sa vie quotidienne, entourée de son chien Moustachu et de ses amis, cette jeune fille ordinaire, issue de la classe moyenne, offre aux jeunes lectrices un miroir favorisant l’identification.
À partir de 1960, Gérard Alexandre – sous le pseudonyme d'Al. G. – dessine douze albums, suivant des récits originaux écrits par Paulette Blonay, qui a été la rédactrice en chef de Fillette de l'après-guerre jusqu'en 1968. Le ton est à nouveau plus mélodramatique, surtout à partir de l'album n° 20 dans lequel Mona revient vivre à la maison après son divorce. Les aventures d'Aggie paraissent par ailleurs en feuilleton dans le magazine 15 ans.
Le dessinateur de Bibi Fricotin Pierre Lacroix prend la suite d'Al. G. en 1974 pour deux albums, tandis que le suivant, en 1980, est signé J. Pascal. Paulette Blonay en a écrit les scénarios. La dessinatrice Anne Chatel reprend la série en 1980. On lui doit les cinq derniers albums, dont le style se rapproche du graphisme originel.

## Publications

### Albums parus en Amérique du Nord
- Janvier 1948-août 1949 : Aggie Mack, 1 à 8, Superior Publishers Limited[16]
- 1962 : Aggie Mack, Four Color no 1 335, Dell Publishing Co.[17]

### Albums parus en France
Au total, les éditions SPE ont publié 34 albums (collection « Les Beaux Albums de la Jeunesse joyeuse »), ainsi que trois recueils compilant chacun quatre histoires. En 1993, les éditions Vents d'Ouest ont fait paraître un recueil de trois albums, et plusieurs albums ont été réédités individuellement sous couverture cartonnée.

#### Hal Rasmusson
- 1948. 1. Pauvre Aggie !
- 1949. 2. (Pauvre Aggie !). Aggie gagne sa vie
- 1951. 3. Aggie vedette de la télévision
- 1952. 4. Aggie en plein mystère
- 1952. 5. Aggie fonde un club
- 1952. 6. Aggie reine du rodéo
- 1953. 7. Aggie au collège
- 1954. 8. Aggie et le bandit
- 1955. 9. Les Ennuis d'Aggie
- 1956. 10. Les Vacances d'Aggie
- 1957. 11. Aggie mène la danse
- 1958. 12. Aggie et ses amis
- 1959. 13. Les Bonnes Idées d'Aggie
- 1960. 14. Aggie en pleine forme

#### Al. G. (scénario Paulette Blonay)
- 1960. 15. Aggie fée du logis
- 1962. 16. Aggie fait des affaires
- 1963. 17. Aggie et les « petites pestes »
- 1964. 18. Aggie marie sa sœur
- 1965. 19. Aggie et le cousin d'Angleterre
- 1967. 20. Aggie chef de classe
- 1969. 21. Aggie et son français
- 1970. 22. Aggie et Pim
- 1970. 23. Aggie à Paris
- 1971. 24. Aggie et les révoltés de l'URAM
- 1972. 25. Aggie et ses pensionnaires
- 1974. 26. Aggie fait des bonnes actions

#### Pierre Lacroix (scénario Paulette Blonay)
- 1979. 27. Aggie et l'opération survie
- 1979. 28. Aggie et la solution rétro

#### J. Pascal (scénario Paulette Blonay)
- 1980. 29. Aggie et Baby Lou

#### Anne Chatel
- 1980. 30. Aggie en France
- 1980. 31. Aggie radio-reporter
- 1980. 32. Aggie sur le Sea-Gull (scénario Paulette Blonay)
- 1982. 33. Aggie et Nuage-Rouge
- 1984. 34. Aggie championne de ski

#### Recueils
- Les Plus Belles Histoires d'Aggie. Les Vacances d'Aggie ; Aggie reine du rodéo ; Aggie fonde un club ; Aggie gagne sa vie
- Les Plus Belles Histoires d'Aggie. Aggie vedette de la télévision ; Aggie au collège ; Aggie et le bandit ; Aggie mène la danse
- Les Plus Belles Histoires d'Aggie. Pauvre Aggie ; Aggie en plein mystère ; Les Ennuis d'Aggie ; Les Bonnes Idées d'Aggie
- 1993. Aggie [Aggie gagne sa vie ; Aggie au collège ; Les Bonnes Idées d'Aggie], introduction de Jean-Paul Tibéri, Vents d'Ouest, « Chefs-d'œuvre de la BD humoristique » (ISBN 2-86967-195-4)

## Dans la culture
Le 8 août 1980, Aggie Mack et sa dessinatrice Anne Chatel font l'objet de la chronique « Elle court, elle court... la nuit », publiée chaque semaine par le journaliste Jean-Michel Gravier dans Le Matin de Paris. 
Le personnage d'Aggie Mack a inspiré à la romancière de littérature jeunesse Malika Ferdjoukh le prénom de l’héroïne de son livre Aggie change de vie, paru en 2009.